# 6281 Strnad
6281 Strnad este un asteroid din centura principală de asteroizi.

## Descriere
6281 Strnad este un asteroid din centura principală de asteroizi. A fost descoperit pe 16 septembrie 1980 la Observatorul Kleť de Antonín Mrkos. Asteroidul prezintă o orbită caracterizată de o semiaxă mare de 2,59 ua, o excentricitate de 0,18 și o înclinație de 12,6° în raport cu ecliptica.